# کایکو (کوسکو)
کایکو (به اسپانیایی: Cayco) یک کوه در پرو است که در منطقه کوسکو واقع شده‌است. کایکو ۵٬۱۰۸ متر بالاتر از سطح دریا واقع شده‌است.